# بیدار شدن: راهنمایی برای معنویت بدون مذهب
بیدار شدن: راهنمایی برای معنویت بدون مذهب کتابی از سام هریس می‌باشد که طیف گسترده‌ای از موضوعات از جمله معنویت سکولار (به ویژه در کانتکست طبیعت‌گرایی‌ی معنوی)، توهم خود، روانگردان (سایکدلیک)ها و مراقبه را به بحث می‌گذارد. او می‌کوشد که نشان دهد شکل مشخّصی از معنویت برای فهمیدن طبیعت ذهن انسان ضروری‌ست. در اواخر سپتامبر ۲۰۱۴، این کتاب به رتبه پنجمِ فهرستِ پرفروش‌ترین کتاب‌های غیرداستانی‌ی نیویورک تایمز رسید.
در سپتامبر ۲۰۱۸، هریس یک اَپِ مدیتیشن با عنوان «بیدار شدن با سم هریس» را انتشار داد. پادکست هریس پیش‌تر بیدار شدن نام داشت که برای فرق گذاشتن با اپلیکیشن، به Making Sense تغییرنام یافت.

## سرچشمه
1. ↑  "Sam Harris' Waking Up a Top 5 New York Times Best Seller". BrightSight Group. Archived from the original on 4 اكتبر 2015. Retrieved 3 October 2017. {{cite web}}: Check date values in: |archive-date= (help)
2. 1 2  Freeland, Ben (29 March 2019). "Sam Harris' Waking Up App, Reviewed". Medium. Retrieved 30 May 2019.